# 横浜駅SF
『横浜駅SF』（よこはまえきえすえふ）は、柞刈湯葉による日本のライトノベル。2015年にネット小説としてTwitter上で発表され、2016年6月に第1回カクヨムWeb小説コンテストSF部門大賞を受賞。その後、書籍版がカドカワBOOKS（KADOKAWA）で2016年12月に刊行された。2017年8月には番外編となる『横浜駅SF 全国版』が刊行された。
2017年の第38回日本SF大賞で最終候補作に残ったほか、『本の雑誌』が選ぶ「2017年上半期エンターテインメント・ベスト10」でも第8位にランクインしている。『このライトノベルがすごい!』では2018年版で単行本・ノベルス部門第8位（新作1位）にランクインした。『SFが読みたい！ 2018年版』ベストSF国内篇では6位を獲得している。
メディアミックスとして、2016年12月から2018年10月にかけ『ヤングエースUP』にてコミカライズ版（作画：新川権兵衛）が連載された。
書籍化にあたって設定と用語の変更がされているため、以下では書籍版について述べる。

## あらすじ
冬戦争と呼ばれる世界大戦からおよそ200年、本州はそのほとんどが増殖した横浜駅に覆われていた。横浜駅の外で生まれ育った三島ヒロトは、キセル同盟を名乗る男から5日間だけ横浜駅に入ることができる「18きっぷ」を手に入れ、横浜駅の中、エキナカへと赴く。
北海道から派遣された工作員やキセル同盟のリーダーと出会いながら旅を続けたヒロトは、横浜駅の始まりと真実を知り、そして横浜駅を終わらせる決断をする。横浜駅のない生活の為に農業を学んだヒロトが故郷へ帰ったころには、旅立ちから1年が過ぎていた。

## 登場人物

### 九十九段下
三浦半島のエキソトの岬にある村。横浜駅1415番出口の長い下りエスカレーターの下にあることから名づけられた。横浜駅から排出される廃棄物、船による漁や交易、わずかな農業によって生活している。
三島ヒロト
主人公。「エキソト」で生まれ育った青年。東山から「18きっぷ」を受け取ったことをきっかけに、横浜駅の中へと入る。
教授
物語から20年ほど前に現れた老人。幼いヒロトが発見したが彼は覚えていない。当初は言葉が通じず、意思疎通ができるようになったころには耄碌してしまい、「エキナカのラボで教授をしていた」ということしかわかっていない。横浜駅へ向かうヒロトに42番出口へ向かうよう告げる。

### キセル同盟
人類の横浜駅からの解放を掲げる組織。スイカネットに干渉し掌握しようとしていたが、ある時メンバー全員のSuikaが不正認定され瓦解した。
東山
物語から1年ほど前に九十九段下に現れた男性。もともとは京都の左警察と呼ばれる自警団の末端構成員だが、賄賂を受け取りシドウと取引していたことから同盟に引き込まれた。エキソトの環境に耐えられずに衰弱し、ヒロトに18きっぷを渡し「リーダーを助けてほしい」と告げて死亡した。
二条ケイハ
元リーダー。甲府117階層で「根付屋」という店を営んでいる眼鏡をかけた女性。本来ならエキナカに居られないが、自身の構築したICoCarシステムで自動改札を欺いて生活している。父ケイジンの影響でスイカネットについての知見が深く、それがきっかけでキセル同盟のリーダーを務めることになった。
熊野シドウ
短編「瀬戸内・京都編」に登場。同盟設立以前からケイハと共に活動していた男性。瀬戸内海の小島で生活している。紀伊半島の小さな村で生まれ、ある出来事から村を出た後はかつて村で出会った二条ケイジンを探して京都に辿り着いた。煙草密売業に携わる中でケイハに出会い、彼女を中心とした新組織にキセル同盟と名付けた。

### JR
冬戦争の中で生まれた統治を担う企業群。もともと一つの国営企業だったが、戦争の長期化で分割民営化された。かつては全国に多数存在したが物語時点ではJR北日本とJR福岡が残るのみ。名称はJapan Rulerの略。

#### JR北日本
北海道を管轄するJR。青函トンネルをつたって侵入した横浜駅を撃退する高い技術力を持ち、本州に工作員アンドロイドを送り込むなど情報戦に努めている。
ユキエ
JR北日本の技術責任者。遺伝構造界キャンセラーやネップシャマイら工作員アンドロイドの開発者。ユキエの就任でJR北日本は北海道に侵入した横浜駅を押し戻す技術力を手にしたという。
ネップシャマイ
関東担当の工作員アンドロイド。細長い電光掲示板を持っており、発声できない時は文字で会話する。よくしゃべり、ヒロトにも自分が工作員であることを明かす。少しの間ヒロトと行動を共にするが、警察によってボディを破壊されてしまう。
短編「岩手編」では任地の関東へ向かう途中で、音信不通になったサマユンクルとヤイエユカルの捜索に携わる。
ハイクンテレケ
四国担当の工作員アンドロイド。同僚よりも性能の高い特別仕様のボディを持っている。襲撃に会って片脚を損傷し、下半身を取り外して給電所にいたため幽霊扱いされていた。充電に訪れたトシルに脚の応急修理をしてもらい、しばし行動を共にする。
短編「瀬戸内・京都編」では瀬戸内海を渡る途中で上陸した島でシドウに会う。
短編「岩手編」では能登半島でエキソトの調査をしている。サマユンクルのことを気にしている。
サマユンクル
短編「岩手編」に登場。東北担当の工作員アンドロイド。同世代の中で最も優秀で、ネップシャマイからは「天才」といわれる。任務中に突如消息を絶つ。
ヤイエユカル
短編「岩手編」に登場。東北担当の工作員アンドロイド。派遣された中では愚鈍なタイプらしい。サマユンクルと共に任務中に消息を絶つ。
留辺（るべ）
技術部二課所属の女性。ネップシャマイの担当技官。防衛部から2か月前に転属になったばかり。
帰山（かえりやま）
技術部二課所属の男性。ハイクンテレケの担当技官。なにかとハイクンテレケの身を心配しがち。

#### JR福岡
九州を管轄するJR。大陸に近いためもともと軍事色が濃く、関門海峡を越えようとする横浜駅と激戦を繰り広げている。
久保トシル
技術部門第四課所属の男性。武器開発の方針に嫌気がさし、会社の電気ポンプ銃を盗み出して無政府状態の四国へ渡った。道中で電動スクーターを拾得し、充電に立ち寄った給電所でハイクンテレケに出会う。終盤、自動改札に追われるヒロトの前に現れ、ヒロトからネップシャマイを受け取る。
大隈ハヤヒコ
情報部門第一課所属の男性。福岡でスイカネットの情報収集と解析に携わっている。常に何かしらの菓子を食べている。
短編「熊本編」では第三課に所属し、熊本でJR統合知性体の言語解読をしていたが、規律無視や勤務怠慢で最前線の福岡に異動になってしまう。
島原ミイカ
短編「熊本編」に登場。熊本の技術部門化学班に配属された新人社員の女性。非常に鼻が利く。社内で起きた殺人事件の捜査をさせられることになってしまう。
横井
短編「熊本編」に登場。人事部門に所属し新人研修を担当している男性。職権乱用が酷くめちゃくちゃな研修・逆らえば転勤と非常に評判が悪い。ある朝宿舎で殺害された状態で発見される。
黒木
短編「熊本編」に登場。技術部門化学班に所属する女性でミイカの先輩。

### その他
二条ケイジン
ケイハの父。短編「瀬戸内・京都編」の回想では過去に京都を拠点に運送業を営んでおり、スイカネットに干渉して自動改札を使役していた。しかし裏社会の軋轢に巻き込まれ射殺されてしまった。
短編「群馬編」では青目先生の隣の部屋に暮らしている。
田中モドリ
短編「瀬戸内・京都編」の回想に登場する初老の女性。ケイハの母親の古い友人で身の回りの面倒を見ていた。キセル同盟の活動は関知していなかった。
青目先生
短編「群馬編」に登場する白髪の老人。浅間山北側の斜面で診療所を構えている。本名はエディ・シマザキ。呼び名は彼の瞳が青いことから。
キト
短編「群馬編」に登場する少女。浅間山が噴火した後に青目先生の居室に現れ、居ついてしまったため彼が保護している。

## 登場する機械
Corpocker-3型アンドロイド
JR北日本が開発した最新型アンドロイド。外見を子供に似せているため駅構造を欺くことができる。主記憶装置を搭載しており自律的に活動することができる。一日に2〜3時間反芻する必要がある。最高時速は特別仕様体で50Km/h、通常のボディだと20Km/h。OSはKitaca OS 4.2。
構造遺伝界キャンセラー
JR北日本が開発した対横浜駅兵器。局所的に逆位相遺伝界を照射することで照射された部分が非横浜駅化する。
自動改札
横浜駅の免疫システムでありSuika不正者を駅外に追放する存在。もともとは人間が冬戦争前に製造したロボット兵だったが、スイカネットが制御プログラムを上書きして横浜駅の治安維持を担うシステムに転用した。横浜駅外に出ると改札プログラムを終了し『通常モード』に移行し四足になるが横浜駅によって上位命令系統が消滅しているため自動的に『自己防衛フェーズ』に移行し人影を確認すると銃を発砲する。
JR統合知性体
冬戦争中に開発された人工知能。日本列島にあまねく存在するネットワークノード（駅）の過半数を敵側に物理的に押さえられない限り、知能としての信頼性を維持できるという頑健性が最大の長所。しかしネットワークノードへ衛星兵器からの攻撃や暴徒たちの攻撃が相次ぎ、人間の手による修復では自己を維持できないと悟りネットワークノードに自律的な修復機構を導入することを決定。物質構造の記憶と複製、そしてその伝播性を持つ量子場を利用した、知性体ネットワークの自己修復システムである構造遺伝界を生み出したが、そのテスト中に構造遺伝界を導入された横浜駅が増殖し始め、ネットワークの複雑性が知性を維持するのに不十分なサイズとなった時点で、統合知性体の知性としての活動は永遠に失われた。
電気ポンプ銃
冬戦争中に開発された武器。金属なら何でも弾になるため長期間補給なしでの戦闘が可能になり地上戦が全てゲリラ化した。最大出力にすれば人間を両断できるほどの威力を誇るが、構造遺伝界を含んだ横浜駅にはほとんど効果は無い。横浜駅時代の日本では主にJR九州が製造している。
18きっぷ
古代地層から発掘された一時入場券。Suikaをインストールしなくても5日間横浜駅に滞在できる。二人で使用すると期限が半分になる。
超電導鉄道
戦前につくられた鉄道。超電導物質は構造遺伝界と反発する性質があり構造遺伝界に感染しない。
逆位相遺伝界発振装置
横浜駅と接触させて発動させると、構造遺伝界に対し逆向きの位相を持つ遺伝界を発振しつづけ構造遺伝界を消滅させる。「非常停止ボタン」と書かれたステッカーが貼られている。

## 既刊一覧

### 小説
- 柞刈湯葉（著）・田中達之（イラスト） 『横浜駅SF』 KADOKAWA〈カドカワBOOKS〉、2016年12月24日発売[10]、ISBN 978-4-04-072157-6
  - オーディオブック版 2020年3月6日発売[11] 朗読：陣谷遥[12]
- 柞刈湯葉（著）・田中達之（イラスト） 『横浜駅SF 全国版』 KADOKAWA〈カドカワBOOKS〉、2017年8月10日発売[13][14]、ISBN 978-4-04-072365-5
  - オーディオブック版 2020年4月3日発売 朗読：陣谷遥[15]

### 漫画
- 柞刈湯葉（原作）・新川権兵衛（作画） 『横浜駅SF』 KADOKAWA〈角川コミックス・エース〉、全3巻
  1. 2017年8月10日発売[16][17]、ISBN 978-4-04-105916-6
  2. 2018年3月2日発売[18]、ISBN 978-4-04-106495-5
  3. 2018年11月2日発売[19]、ISBN 978-4-04-107294-3

## リアル謎解きゲーム
リアル謎解きゲーム in 横浜駅 横浜駅SF謎 横浜版（主催：謎解きタウン、共催：横浜ポルタ、監修：カドカワBOOKS編集部）
周遊型のリアル謎解きゲームで、2018年3月2日から2019年7月31日まで開催（ただし、2019年1月1日と2月20日は開催場所の一部・横浜ポルタが休館）。取扱店舗で参加キットを購入し、スマートフォンで読み取る必要がある。主人公は「エキナカ」で暮らしているという設定のプレイヤー自身で、横浜駅の地下通路を中心としたゲームエリアで、「スイカネットの通信端末」という設定のスマートフォンの通信画面によって案内される謎の暗号を解き明かすのが目的。通信キャラクターはネップシャマイ（CV：久保ユリカ）。